# 花嫁菓子
花嫁菓子（はなよめがし）は、徳島県で生産されている菓子。花嫁の嫁入りの際に配られる菓子で、徳島県や香川県、丹後地方(京都府北部)などで見られる。「花嫁菓子」以外に「およめさんのお菓子」とも呼ばれる。

## 概要
嫁入りの際に配る菓子で、現在では徳島市を中心に生産が行われている。この風習は、徳島県沿岸部を中心に発展したが、詳しい起源はわかっていない。香川県等でもおいりと呼ばれるあられの一種が見られるが、もち米を焼き砂糖をまぶす「ふ焼き」状の菓子は徳島県だけである。
この花嫁菓子は一般的に、嫁入りの際の「道具入れ」や、挨拶回りを行う「初歩き」の際に、近所の人（主に子供）へ配られる。
縁起物の意味合いから、紅白の2色であることが多い。
また「花嫁菓子」の呼び方が、これほど一般化しているのは徳島県のみである。